# Moussoro
Moussoro (arabisk: موسورو) er en by i Tchad, der ligger 300 km nordøst for N'Djamena på vejen til Faya-Largeau. Byen er et vigtigt transportcenter.
Moussoro er hovedstaden i regionen Barh El Gazel.  Byen betjenes af Moussoro Lufthavn . Moussoro er beboet af Toubouer, en etnisk gruppe der lever  i det nordlige Tchad. Den fungerer som deres  administrative by og handelscenter. Moussoro har markedsdag om  torsdagen. Ellers  er mest  landbrugsaktivitetere omkring byen.
Moussoro har den anden præsidentresidens i Tchad efter hovedresidensen i N'Djamena. Byen er også det primære træningsområde for hæren i Tchad.

## Galleri
- Chateau d'eau de Moussoro
- Mand der hælder te op (2015)
- Ugentlig kamelmarked (marts 2011)
- Luftfoto af Moussoro